# Préstame quince días
Préstame quince días es una película española estrenada el 24 de mayo de 1971, dirigida por Fernando Merino y escrita por Juan José Alonso Millan.

## Argumento
Galdino (Alfredo Landa) vuelve a España tras varios años trabajando en Alemania, pero tiene un problema: durante todos estos años le ha estado mintiendo a su familia por carta diciéndoles que estaba casado y ahora tiene que volver a su pueblo porque le han dicho que su madre (Lola Gaos) se está muriendo.
Antes de ir a su pueblo pasa por Madrid y conoce a una chica llamada Iris (Concha Velasco) que trabaja en un cabaret, le propone que vayan quince días a su pueblo haciéndose pasar ella por su mujer. Aunque ella al principio se niega, su novio Alfonso (José Luis López Vázquez) la convence alegando que con ese dinero podrán casarse.
Al llegar al pueblo descubren que la enfermedad de su madre es mentira y esta insiste en que se queden a vivir en el pueblo. Por otra parte en Madrid el novio de Iris se ha gastado todo el dinero.
La película fue rodada en su mayor parte en un pueblo madrileño llamado Pedrezuela, aunque el comienzo se ubica en Madrid capital.
- Datos: Q6089504